# Andros (gmina)
Andros (gr. Δήμος Άνδρου, Dimos Andru) – gmina w Grecji, w administracji zdecentralizowanej Wyspy Egejskie, w regionie Wyspy Egejskie Południowe, w jednostce regionalnej Andros. W jej skład wchodzi między innymi wyspa Andros. Siedzibą gminy jest Andros. W 2011 roku liczyła 3901 mieszkańców. Powstała 1 stycznia 2011 roku w wyniku połączenia dotychczasowych gmin: Andros, Idrusa i Kortio.